# 4348 Poulydamas
4348 Poulydamas è un asteroide troiano di Giove del campo troiano. Scoperto nel 1988, presenta un'orbita caratterizzata da un semiasse maggiore pari a 5,2410498 UA e da un'eccentricità di 0,0971803, inclinata di 7,95760° rispetto all'eclittica.
L'asteroide è dedicato a Polidamante, indovino troiano.